# 樟木镇 (玉林市)
樟木镇，是中华人民共和国广西壮族自治区玉林市福绵区下辖的一个乡镇级行政单位。

## 行政区划
樟木镇下辖以下地区：
樟木村、中村、胜利村、新发村、上泉村、庆龙村、塘基村、罗冲村、莘鸣村、古陂村、太平村、新龙村、调马村、旺老村、太安村、松山村、瑞垌村、忠荔村、石龙村、龙前村、罗田村、富塘村、竹山村、三塘村、大旺村和六答村。